# Stanisław Poniatowski

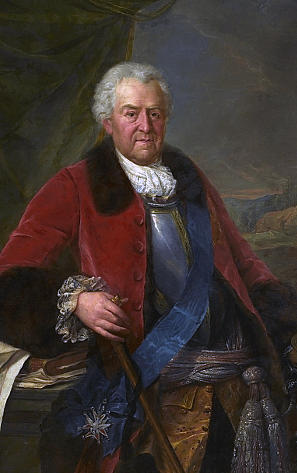
Stanisław Poniatowski

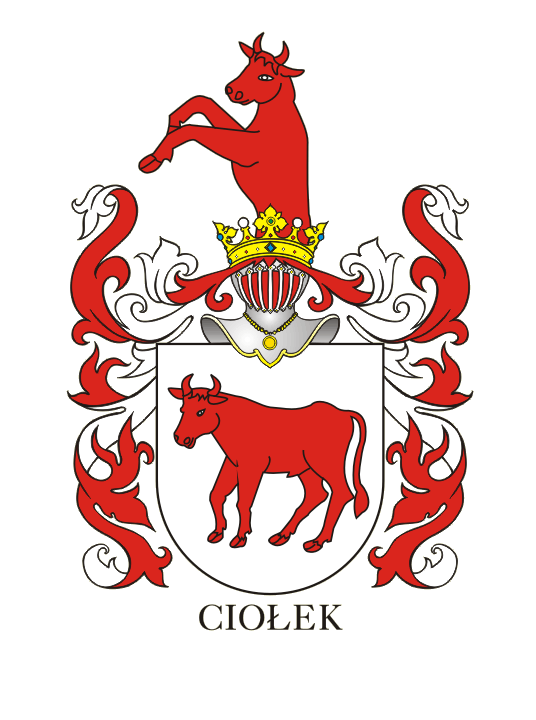
Das Wappen der Familie von Poniatowski, Wappengemeinschaft Ciołek

Stanisław Poniatowski (* 15. September 1676; † 29. August 1762 in Ryki bei Lublin, Polen) war ein polnischer Politiker aus der Familie Poniatowski.

## Leben
Seine Eltern waren Franciszek Poniatowski (1651–1691) und Helena Niewiarowska († 1673/74). Schon als junger Mann sah er die Gefahr, die dem Königreich Polen vom Russland des Zaren Peter I. drohte und wurde ein Anhänger des Königs von Schweden Karl XII. Nach der Entthronung Augusts des Starken als König von Polen schloss sich Poniatowski den Anhängern des neuen Königs Stanislaus I. Leszczyński an. Als Gesandter des Schwedenkönigs wurde er an die Hohe Pforte geschickt und es gelang ihm, den Sultan zu einer Kriegserklärung an Russland zu bewegen. 
Er nahm an der Schlacht bei Poltawa teil und ging nach der Niederlage des schwedischen Heeres mit Karl XII. ins türkische Exil nach Bender. Nach dem Tode Karl XII. wechselte er das politische Lager und wurde Anhänger der Könige August II. des Starken und seines Sohnes August III. im Kampfe gegen Stanislaus I. Leszczyński. Dies wurde ihm reichlich entlohnt: Aus einer am Anfang des 17. Jahrhunderts  noch ziemlich unbekannten Familie stammend, die keine hohen Ämter innehatte, wurde Poniatowski nach und nach Großmundschenk von Litauen, Wojewode von Masowien und Kastellan von Krakau. 
Poniatowski betätigte sich auch als politischer Schriftsteller und veröffentlichte 1744 die vielgelesene Broschüre Brief eines Gutsbesitzers an einen Freund, die die Ideen der Aufklärung vertrat.

## Familie
Poniatowski war verheiratet mit der Prinzessin Konstancja Czartoryska (1700–1759) aus dem reichen und mächtigen Hause von Czartoryski, der Nachkommen von Großfürst Gediminas. Seine Kinder waren:
- Kazimierz Poniatowski (1721–1800), Hofkämmerer, polnischer General und Fürst, ⚭ Apolonia Ustrzycka
- Franciszek Poniatowski (1723–1749), Domherr und Propst zu Krakau
- Aleksander Poniatowski (1725–1744), Adiutant von Karl von Lothringen
- Ludwika Maria Poniatowski (1728–1781), ⚭ Jan Jakub Zamoyski
- Izabella Poniatowski (1730–1808), I.⚭ Jan Klemens Branicki II.⚭ Andrzej Mokronowski
- Stanislaus II. August Poniatowski (1732–1798), letzter König von Polen
- Andrzej Poniatowski (1734–1773), General und Feldmarschall des Hauses Österreich, Reichsfürst, ⚭ Maria Theresia Kinsky von Wchinitz und Tettau
- Michał Jerzy Poniatowski (1736–1794), Erzbischof von Gnesen und Primas von Polen